# Puy de Montcineyre
Der Puy de Montcineyre ist ein erloschener Vulkan (Schlackenkegel) im französischen Département Puy-de-Dôme (Region Auvergne-Rhône-Alpes), der zur Chaîne des Puys gehört.

## Etymologie
Das franz. Substantiv Mont bedeutet Berg. Das okzitanische bzw. auvergnatische Wort cineyre stammt vom lateinischen maskulinen Substantiv cinis, Genitiv cineris mit der Bedeutung Asche. Es handelt sich somit beim Puy de Montcineyre um den Aschenberg.

## Geographie
Der Puy de Montcineyre liegt knapp 3 Kilometer nordwestlich von Compains und fußt auf 1182 Meter Meerhöhe. Der Schlackenkegel erreicht eine Endhöhe von 1360 Meter. Physiographisch befindet sich der Vulkan im Übergangsbereich zwischen den Monts Dore im Nordwesten und dem Cézallier im Südosten. Von der Chaîne des Puys im Nordnordosten trennen ihn gut 20 Kilometer. Obwohl er geographisch von der Vulkankette getrennt ist, muss er dennoch aufgrund seines Eruptionsstils, seiner Gesteinszusammensetzung und seines holozänen Alters zu ihr gerechnet werden.
Unmittelbar an die West- und die Nordwestseite des Vulkans schließt sich der Lac de Montcineyre an, der durch die Eruption aufgestaut wurde. Der Vulkankegel wird jetzt von Buchenwäldern bestanden.
Nur 3 Kilometer weiter nordwestlich hat sich das Maar des Lac Pavin gebildet. Der Lac Chauvet, ebenfalls ein Maar, liegt rund 5 Kilometer westwärts.

## Geologie
Die örtliche Stratigraphie ist relativ komplex. Generell lagert der Schlackenkegel des Puy de Montcineyre auf der Südwestflanke der Monts Dore, deren Abfolge mit Basalten an der Basis einsetzt, dann jedoch in magmatische Brekzien, Glutwolkensedimente und schließlich in Aschen und Bimslagen übergeht. Hierauf folgen Auswurfmassen des Estivadoux-Maars, der Lavastrom des Puy de Montchal und Auswurfmassen des Lac Pavin. Das Hangende bilden dann Scoria und Aschen des Puy de Montcineyre sowie sein nach Südost und Ost abfließender Lavastrom, der den Oberlauf des Couze de Valbeleix ausfüllt.

## Alter
Der Puy de Montcineyre wurde mittels 14C auf 6.812 ± 680 Jahre BP datiert. Dies entspricht kalibriert 7.686 ± 115 Jahre BP oder 5736 v. Chr. Er ist somit eine sehr junge vulkanische Erscheinung in der Châine des Puys. Nur der Puy de la Vache, der Puy Lassoulas, der Cratère de Beaunit und der Lac Pavin sind noch jünger.